# Hosahalli, Chik Ballapur
Hosahalli là một làng thuộc tehsil Chik Ballapur, huyện Kolar, bang Karnataka, Ấn Độ.